# Nair Yumiko Kobashi
Nair Yumiko Kobashi é uma jornalista, docente e pesquisadora brasileira que em 2017 recebeu o título de cidadã paulistana pela Câmara Municipal de São Paulo, por sua dedicação à educação e à pesquisa para o desenvolvimento humano dentro da cidade de São Paulo. Foi presa política da ditadura militar brasileira em 1972. É uma das personagens do documentário Torre das Donzelas, que recupera a história de presas políticas no presídio Tiradentes.

## Percurso
Nair Kobashi foi presa politicamente na cidade de São Paulo em 1972 e saiu da prisão no ano seguinte. Era estudante universitária e militante no PC do B. Teve dois filhos e foi casada com José Edson Mesquita de Faria, também ex-preso político.
Formou-se bacharel em Biblioteconomia (1978), Jornalismo (1980), mestre em Ciências da Comunicação (1988) e doutora em Ciências da Comunicação (1994) pela Universidade de São Paulo. Realizou estágio de pesquisa na École des Hautes Études en Sciences Sociales, em 1991, sob a orientação de Jean-Claude Gardin (diretor de pesquisas do CNRS) e foi coordenadora adjunta da área Ciências Sociais Aplicadas I (CAPES), no período 2011-2014. É professora associada da Escola de Comunicações e Artes da Universidade de São Paulo. 
Em setembro de 2017 foi convidada pelo Memorial da Resistência a integrar a mesa de debate sobre o desaparecimento e assassinato de membros da comunidade japonesa durante os regimes militares da Argentina e do Brasil durante evento realizada em São Paulo. 
É uma das personagens do documentário Torre das Donzelas (2018), que recupera a história de presas políticas da ditadura militar brasileira, no presídio Tiradentes. 

## Reconhecimentos e Prêmios
- 2017 - Título de cidadã paulistana pelo decreto legislativo nº 72 de 11 de dezembro de 2017. Reconhecimento proposto pelo vereador Toninho Vespoli do PSOL na Câmara Municipal de São Paulo.[7]
- 2012 - Menção honrosa - orientação de trabalho de iniciação científica premiado na III semana de pesquisa da escola de comunicações e artes - USP.[8]
- 2005 - Professora Homenageada nas Comemorações dos 60 Anos da Faculdade de Biblioteconomia, Pontifícia Universidade Católica de Campinas.[8]
- 1992 - Docente premiada pelo Programa de Estímulo à Produção Científica, Pró-Reitoria de Pesquisa, Universidade de São Paulo (USP).[8]